# Сек, Джиби
Джиби Сек (фр. Djibi Seck; род. 7 марта 2004) — сенегальский футболист, нападающий клуба «Кортрейк».

## Карьера
Выступал футболист в сенегальском футбольном клубе «Гедиавай», к которому присоединился в начале 2023 года. В августе 2023 года футболист перешёл в бельгийский клуб «Кортрейк», с которым подписал двухлетний контракт. Дебютировал за клуб футболист 21 октября 2023 года в матче против клуба «Брюгге», выйдя на замену на 76 минуте. Дебютный гол за клуб футболист забил 30 января 2024 года в матче против клуба «Брюгге».